# Jean-Michel Badiane
Jean-Michel Badiane (Parijs, 9 mei 1983) is een Franse voetballer, die sinds 2006 uitkomt voor eerstedivisionist CS Sedan.

## Clubcarrière
Van zijn tiende tot zijn drieëntwintigste speelde Badiane voor Paris Saint-Germain; eerst in de jeugdopleiding, later in het eerste elftal. Hij maakte zijn debuut in de Ligue 1 op 21 augustus 2004 in een wedstrijd tegen Nantes. Maar aangezien hij derde keuze was op zijn positie - verdediger - vertrok hij in de zomer van 2006 naar Sedan.

## Interlandcarrière
Badiane kwam uit voor het Frans voetbalelftal onder 15 en onder 17. Met Frankrijk U21 nam hij in 2006 deel aan de EK-eindronde in Portugal, waar de ploeg van bondscoach René Girard in de halve finales werd uitgeschakeld door de latere winnaar Nederland.